# 王稽
王稽（？—前255年），战国时期秦国人。王稽任谒者时奉命出使魏国，帮助范雎逃往秦国。范雎出任国相后，王稽被举荐为河东郡郡守，后因私通诸侯之罪遭处死后弃市。

## 生平

### 助范雎奔秦
魏国人范雎因受魏国国相魏齐的迫害，遭鞭笞后胁折齿断，装死隐匿于厕所之中。后范雎得到看守的帮助得以逃脱，魏齐派人追捕，郑安平一面帮助范雎化名为张禄，隐匿躲藏；一面假扮成差役，接近奉命出使魏国的秦国谒者王稽。当王稽向郑安平询问魏国是否有贤才想要投奔秦国时，郑安平向他推荐范雎。为了躲避魏齐的追杀，王稽与郑安平约定夜晚与范雎会见。在谈话中，王稽发现范雎是个贤才，三人约定在三亭冈（今河南省开封市西）会和后一起返回秦国。
当王稽一行人离开魏国到达秦国的湖县（今河南省灵宝市东）时，正好遇到前来巡查县邑的穰侯魏冉的军队。范雎知道魏冉驱逐六国的说客，于是在车中躲避。魏冉先向王稽询问函谷关以东的局势，又提醒王稽不要收留六国的说客，随后离去。范雎知道魏冉必会派人前来搜查，于是下车化装成一般随从随车队步行前进。车队行进了十余里，魏冉果然派骑兵前来搜查，发现车中无人后才作罢。王稽与范睢进入秦国首都咸阳（今陕西省咸阳市东北），在通报了出使情况后，王稽趁机向秦昭襄王推荐范雎。但秦昭襄王没有立即接见范雎，只是让他住在客舍，用粗劣的饭食打发他。一年后，范雎通过上书，才获得了秦昭襄王的接见。

### 升任河东郡守
范雎向秦昭襄王献上远交近攻之策以及废宣太后，驱逐魏冉、公子巿、公子悝和芈戎四贵之计后，得到秦昭襄王的重用，出任秦国国相。但王稽的官职一直没有得到提升，于是他求见范雎对他说：“事情不可预知的有三件，毫无办法的也有三件。君王说不定那一天死去，这是不可预知的第一件事情；您突然死去，这是不可预知的第二件事情；我突然死去，这是不可预知的第三件事情。如果君王有一天死去了，您因为我没有得到君王的重用而感到遗憾，那是毫无办法的；您如果突然死去了，因为未曾报答我而感到遗憾，也是毫无办法的；我突然死去了，您因为不曾及时推荐我而感到遗憾，也是毫无办法的。”范雎听后闷闷不乐，于是向秦昭襄王推荐王稽。秦昭襄王升王稽为河东郡郡守，享有三年之内可以不向朝廷汇报郡内政治、经济情况的特权。

### 身亡
前258年，邯郸之战爆发，秦军围攻赵国首都邯郸（今河北省邯郸市），久攻不下。大臣庄建议王稽赏赐下级军官，但王稽却认为秦昭襄王非常信任自己，别人进的谗言不会起到作用。大臣庄又用三人成虎、十夫楺椎的典故来劝谏王稽，指出众口一词就会使事物的本质发生变化，不如赏赐诸将加以优遇来打消下属的猜疑，可是王稽始终不肯接受这项建议。
前255年，王稽遭下属告发犯有私通诸侯之罪，被秦昭襄王处死，尸体遭弃市。范雎虽未因推荐郑安平和王稽受到牵连，但在蔡泽的游说下辞去国相一职，告老还乡并死于此年。

## 文学形象
长篇历史小说《东周列国志》中，王稽于第九十七回《死范雎计逃秦国 假张禄廷辱魏使》中登场，生平与《史记》记载基本相同。在第一百零一回《秦王灭周迁九鼎 廉颇败燕斩二将》中，秦昭襄王攻灭西周国，将九鼎运回秦国，并转告各国前来朝贡祝贺。除魏国外其余五国都派遣国相前来祝贺，秦昭襄王怒于魏国无禮，命王稽率兵攻打魏国。但王稽私下收受魏国贿赂，将此消息透露给魏安僖王，魏安僖王被迫派太子增为质子求和，王稽后因此事败露，被秦昭襄王处死。